# Gran Vernel
De Gran Vernel is een 3205 meter hoge berg in de Trentiner Dolomieten. De berg vormt de hoogste top in het westelijke deel van het Marmoladamassief.
De berg is goed zichtbaar vanuit het hoogste deel van het Val di Fassa en de Fedaiapas. Ten westen van de top liggen de Punta Cornbates en de Pala di Vernel. De Piccolo Vernel ligt ten zuiden van de top. Ten oosten van de Gran Vernel strekt zich de grote Marmoladagletsjer uit.
Voor de beklimming van de top zijn twee berghutten van belang. Ten zuiden van de top ligt in het onbewoonde Val di Contrin op 2016 meter hoogte het Rifugio Contrin. Aan de noordzijde ligt het Rifugio Pian dei Fiacconi (2625 m) aan de voet van de gletsjer. Deze laatste hut is te bereiken via een bergbaan die omhoog gaat vanuit de berghut Dolomia aan het stuwmeer op de Fedaiapas.